# Destroyer à missiles guidés
Pour les articles homonymes, voir Destroyer (homonymie).

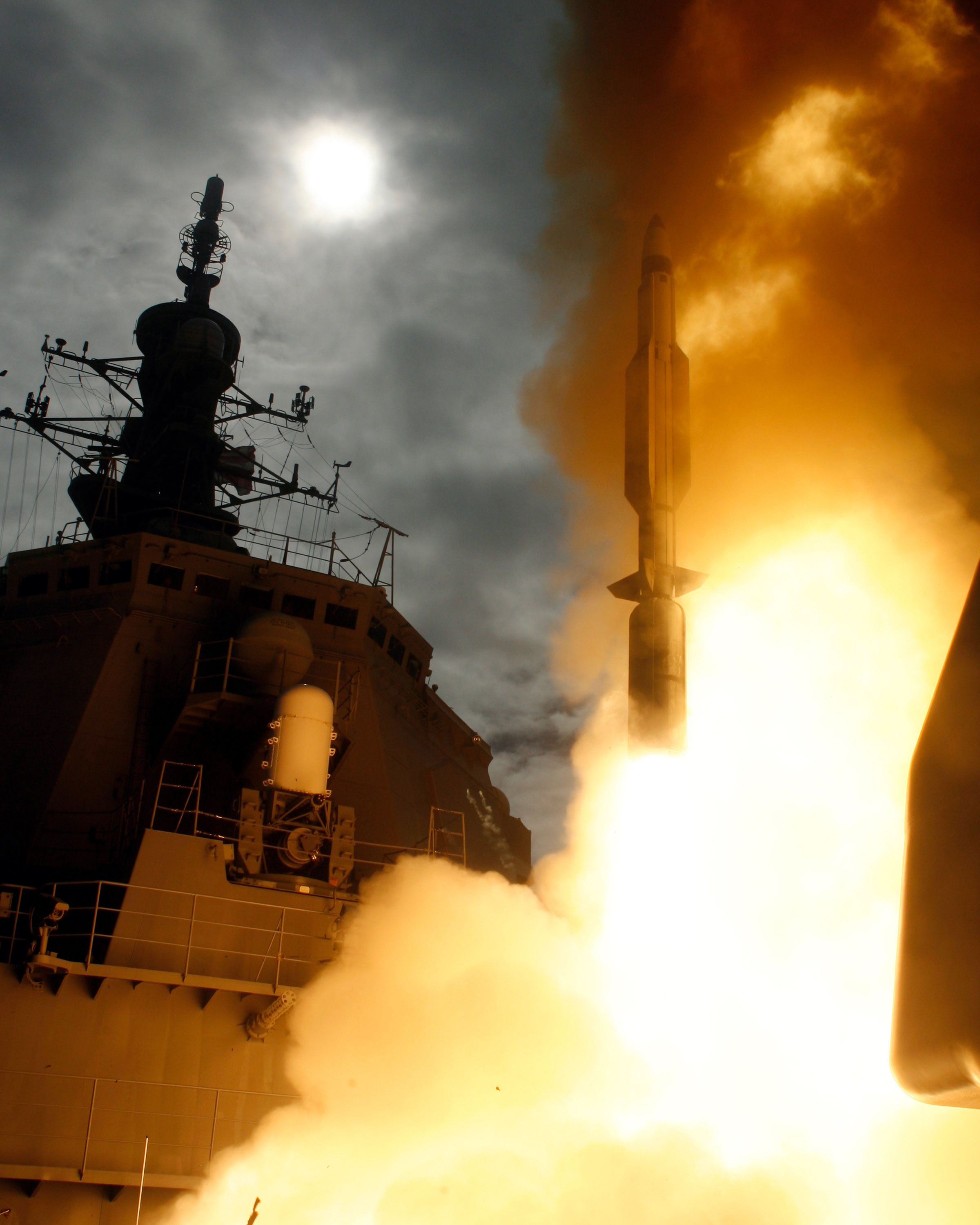
Le destroyer lance-missiles japonais tirant un missile anti-balistique Standard Missile 3.

Un destroyer à missiles guidés ou destroyer lance-missiles (DDG) est un destroyer dont l'armement principal est constitué de missiles guidés pour fournir une tactique de sécurité défensive à la guerre anti-aérienne de la flotte. La désignation standard de l'OTAN pour ces navires est DDG, tandis que les destroyers dotés d'un armement principal ou d'un petit nombre de missiles antiaériens suffisants uniquement pour la défense ponctuelle sont désignés DD. Les nations varient dans leur utilisation de la désignation destroyer D dans la numérotation de leurs numéros de fanions, soit en la préfixant, soit en la supprimant complètement.

## Description
Les destroyers à missiles guidés sont équipés de grands silos à missiles, les exemples modernes étant généralement dotés de systèmes de lancement vertical. Certains destroyers lance-missiles contiennent des systèmes d'armes intégrés, comme le système de combat Aegis des États-Unis, et peuvent être adoptés pour être utilisés dans un rôle de défense antimissile ou antimissile balistique. Cela est particulièrement vrai pour les marines n'exploitant plus de croiseurs, celles-ci doivent alors adapter leurs navires pour combler ce vide. De nombreux destroyers lance-missiles sont également des navires polyvalents, équipés pour mener des opérations anti-surface avec des missiles sol-sol et des canons navals, et une guerre anti-sous-marine avec des torpilles et des hélicoptères.